# Lou Antonio
Louis Demetrios Antoniou, noto come Lou Antonio (Oklahoma City, 23 gennaio 1934), è un attore e regista statunitense.

## Filmografia parziale

### Attore

#### Cinema
- Il ribelle dell'Anatolia (America, America), regia di Elia Kazan (1963)
- Hawaii, regia di George Roy Hill (1966)
- Nick mano fredda (Cool Hand Luke), regia di Stuart Rosenberg (1967)
- The Phynx, regia di Lee H. Katzin (1970)
- Frankie and Johnny Are Married, regia di Michael Pressman (2003)

#### Televisione
- Play of the Week – serie TV (1960)
- The Power and the Glory – film TV (1961)
- La città in controluce (Naked City) – serie TV (1961-1963)
- La parola alla difesa (The Defenders) – serie TV (1961-1963)
- Camera Three – serie TV (1963)
- 12 O'Clock High – serie TV (1964-1965)
- The Wackiest Ship in the Army – serie TV, episodio 1x19 (1966)
- Il virginiano (The Virginian) – serie TV (1966)
- Hawk l'indiano (Hawk) – serie TV, episodio 1x10 (1966)
- Il fuggiasco (The Fugitive) – serie TV (1963-1966)
- I sentieri del West (The Road West) – serie TV (1967)
- Strega per amore (I Dream of Jeannie) – serie TV (1968)
- The Danny Thomas Hour – serie TV, episodio 1x22 (1968)
- Gunsmoke – serie TV (1965-1969)
- Vita da strega (Bewitched) – serie TV (1969)
- Star Trek – serie TV, episodio 3x15 (1969)
- Unico superstite – film TV (1970)
- Arrivano le spose (Here Come the Brides) – serie TV (1969-1970)
- Gente di Hollywood – serie TV (1970)
- Uomini di legge (Storefront Lawyers) – serie TV (1970)
- Mod Squad, i ragazzi di Greer (The Mod Squad) – serie TV (1970-1971)
- Hawaii Squadra Cinque Zero (Hawaii Five-O) – serie TV (1971)
- Missione impossibile (Mission: Impossible) – serie TV (1970-1972)
- Lo sceriffo del sud (Cade's County) – serie TV (1972)
- Mistero in galleria (Night Gallery) – serie TV (1973)
- F.B.I. (The F.B.I.) – serie TV (1971-1973)
- Le sorelle Snoop (The Snoop Sisters) – serie TV (1973-1974)
- A tutte le auto della polizia (The Rookies) – serie TV (1973-1974)
- Dog and Cat – serie TV (1977)
- Dog and Cat – film TV (1977)
- Nel tunnel dei misteri con Nancy Drew e gli Hardy Boys (The Hardy Boys/Nancy Drew Mysteries) – serie TV (1977)
- Makin' It (1979)
- Agatha Christie: 13 a tavola (Thirteen at Dinner), regia di Lou Antonio – film TV (1985)

### Regista (televisione)
- L'orso Ben (Gentle Ben) – serie TV, 3 episodi (1968-1969)
- Arrivano le spose (Here Come the Brides) – serie TV, 2 episodi (1970)
- The Flying Nun – serie TV, 3 episodi (1969-1970)
- Getting Together – serie TV, 2 episodi (1971-1972)
- Difesa a oltranza (Owen Marshall: Counselor at Law) – serie TV, 5 episodi (1971-1973)
- La famiglia Partridge (The Partridge Family) – serie TV, 6 episodi  (1971-1973)
- Fools, Females and Fun – film TV (1974)
- Qualcuno che ho toccato (Someone I Touched) – film TV (1975)
- Uno sceriffo a New York (McCloud) – serie TV, 5 episodi (1972-1975)
- Agenzia Rockford (The Rockford Files) – serie TV, 5 episodi (1974-1976)
- McMillan e signora (McMillan & Wife) – serie TV, 5 episodi (1974-1977)
- Viva o morta (The Girl in the Empty Grave) – film TV (1977)
- La legge non perdona (A Real American Hero) – film TV (1978)
- Noi ci difenderemo (We're Fighting Back) – film TV (1981)
- Fra amiche (Between Friends) – film TV (1983)
- Tre per un amore (Threesome) – film TV (1984)
- Lo specchietto retrovisore (Rearview Mirror) – film TV (1984)
- Agatha Christie: 13 a tavola (Thirteen at Dinner) – film TV (1985)
- Pals - Due amici e un tesoro (Pals) – film TV (1987)
- Una vacanza nera (Dark Holiday) – film TV (1989)
- [Tradimento fatale (Lies Before Kisses) – film TV (1991)
- Donna di piacere (The Last Prostitute) – film TV (1991)
- L'impossibile vendetta (The Rape of Doctor Willis) – film TV (1991)
- Il sapore dell'omicidio (A Taste for Killing) – film TV (1992)
- Incubo dal passato (Nightmare in the Daylight) – film TV (1992)
- Cosby indaga (The Cosby Mysteries) – serie TV, 2 episodi (1995)
- La famiglia Brock (Picket Fences) – serie TV, 6 episodi (1993-1996)
- American Gothic – serie TV, 4 episodi (1995-1998)
- Dawson's Creek – serie TV, 4 episodi (1998-1999)
- Cinque in famiglia (Party of Five) – serie TV, 7 episodi (1997-1999)
- The Force – film TV (1999)
- Chicago Hope – serie TV, 10 episodi (1995-2000)
- CSI - Scena del crimine (CSI: Crime Scene Investigation) – serie TV, 3 episodi (2000-2001)
- The Guardian – serie TV, 4 episodi (2001-2002)
- Boston Legal – serie TV, 4 episodi (2006-2007)